# Europese kampioenschappen kunstschaatsen 1922
De Europese Kampioenschappen kunstschaatsen 1922 was de 21 editie van het jaarlijks terugkerend evenement dat wordt georganiseerd door de Internationale Schaatsunie. Het werd gehouden in Davos, Zwitserland. Het was de vierde keer dat het kampioenschap in Davos plaatsvond, eerder werden de kampioenschappen van 1899, 1904 en 1906 er gehouden.
Na zeven jaar van onderbreking vanwege de Eerste Wereldoorlog werden het EK en WK kunstrijden weer verreden. In de tussen tijd kwamen de kunstrijders alleen op de Zomerspelen van 1920 in Antwerpen op een internationaal kampioenschap in actie.

## Historie
De Duitse en Oostenrijkse schaatsbond, verenigd in de "Deutscher und Österreichischer Eislaufverband", organiseerden zowel het eerste EK Schaatsen voor mannen als het eerste EK Kunstschaatsen voor mannen in 1891 in Hamburg, in toen nog het Duitse Keizerrijk, nog voor het ISU in 1892 werd opgericht. De internationale schaatsbond nam in 1892 de organisatie van het EK kunstschaatsen over. In 1895 werd besloten voortaan het WK kunstschaatsen te organiseren en kwam het EK te vervallen. In 1898, na twee jaar onderbreking, vond toch weer een herstart plaats van het EK kunstschaatsen.
De vrouwen en paren zouden vanaf 1930 jaarlijks om de Europese titel strijden. De ijsdansers streden vanaf 1954 om de Europese titel in het kunstschaatsen.

## Deelname
Er namen tien mannen uit zes landen deel aan dit kampioenschap. Na Duitsland en Oostenrijk (in 1891), Hongarije (in 1892), Noorwegen en Zweden (in 1893), Groot-Brittannië en Rusland (in 1904) waren Finland, Tsjechoslowakije en Zwitserland dit jaar voor het eerst vertegenwoordigd op het EK kunstschaatsen.
De Noor Martin Stixrud nam voor de vierde keer deel aan het EK. Voor Willy Böckl en Werner Rittberger was het hun derde deelname en voor Fritz Kachler en Ernst Oppacher hun tweede. Naast de deelnemers uit de debuterende landen nam Arthur Vieregg voor de eerste keer deel aan het EK.
| Oostenrijk (3) Duitsland (2) Finland (2) | Noorwegen (1) Tsjecho-Slowakije (1) Zwitserland (1) |

## Medailleverdeling
Voor de tweede keer bestond het erepodium bij het EK kunstschaatsen volledig uit deelnemers uit één land. Op het eerste EK in 1891 stonden er drie Duitsers op het podium, dit jaar drie Oostenrijkers. Willy Böckl veroverde de Europese titel, het was zijn derde medaille, in 1913 en 1914 werd hij derde. Hij was de elfde Europeaan die de titel behaalde en de zesde Oostenrijker na Eduard Engelmann, Gustav Hügel, Max Bohatsch, Ernst Herz en Fritz Kachler die dit jaar op de tweede plaats eindigde. Voor Ernst Oppacher was het zijn eerste EK medaille.
| Discipline | Goud        | Zilver        | Brons          |
| ---------- | ----------- | ------------- | -------------- |
| Mannen     | Willy Böckl | Fritz Kachler | Ernst Oppacher |

## Uitslagen

### Mannen
| Goud   | Willy Böckl (3)       | Vlag van Oostenrijk          |  |
| Zilver | Fritz Kachler (2)     | Vlag van Oostenrijk          |  |
| Brons  | Ernst Oppacher (2)    | Vlag van Oostenrijk          |  |
| 4      | Werner Rittberger (3) | Vlag van Duitsland           |  |
| 5      | Martin Stixrud (4)    | Vlag van Noorwegen           |  |
| 6      | Sakari Ilmanen        | Vlag van Finland (1918-1978) |  |
| 7      | Gunnar Jakobsson      | Vlag van Finland (1918-1978) |  |
| 8      | Arthur Vieregg        | Vlag van Duitsland           |  |
| 9      | Georg Gautschi        | Vlag van Zwitserland         |  |
| 10     | Wilhelm Czech         | Vlag van Tsjechië            |  |

Medaillewinnaars

Mannen · 
Vrouwen ·
Paren · 
IJsdansen

Toernooi

1891 · 
1892 · 
1893 · 
1894 · 
1895 · 
1896-1897 · 
1898 · 
1899 · 
1900 · 
1901 · 
1902-1903 · 
1904 · 
1905 · 
1906 · 
1907 · 
1908 · 
1909 · 
1910 · 
1911 · 
1912 · 
1913 · 
1914 · 
1915-1921 · 
1922 · 
1923 · 
1924 · 
1925 · 
1926 · 
1927 · 
1928 · 
1929 · 
1930 · 
1931 · 
1932 · 
1933 · 
1934 · 
1935 · 
1936 · 
1937 · 
1938 · 
1939 ·
1940-1946 · 
1947 · 
1948 · 
1949 · 
1950 · 
1951 · 
1952 · 
1953 · 
1954 · 
1955 · 
1956 · 
1957 · 
1958 · 
1959 · 
1960 · 
1961 · 
1962 · 
1963 · 
1964 · 
1965 · 
1966 · 
1967 · 
1968 · 
1969 · 
1970 · 
1971 · 
1972 · 
1973 · 
1974 · 
1975 · 
1976 · 
1977 · 
1978 · 
1979 · 
1980 · 
1981 · 
1982 · 
1983 · 
1984 · 
1985 · 
1986 · 
1987 · 
1988 · 
1989 · 
1990 · 
1991 · 
1992 · 
1993 · 
1994 · 
1995 ·
1996 · 
1997 · 
1998 · 
1999 · 
2000 · 
2001 · 
2002 · 
2003 · 
2004 · 
2005 · 
2006 ·
2007 ·
2008 ·
2009 ·
2010 ·
2011 ·
2012 ·
2013 ·
2014 ·
2015 ·
2016 ·
2017 ·
2018 ·
2019 ·
2020 ·
2021 · 
2022 · 
2023 · 
2024 · 
2025

WK kunstschaatsen ·
WK kunstschaatsen junioren ·
Viercontinentenkampioenschap ·
Olympische Spelen